# Luc Moullet
Luc Moullet (13è districte de París, 14 d'octubre de 1937) és un director i productor de cinema francès. Ha realitzat prop de quaranta pel·lícules, entre elles nombrosos curtmetratges.

## Biografia

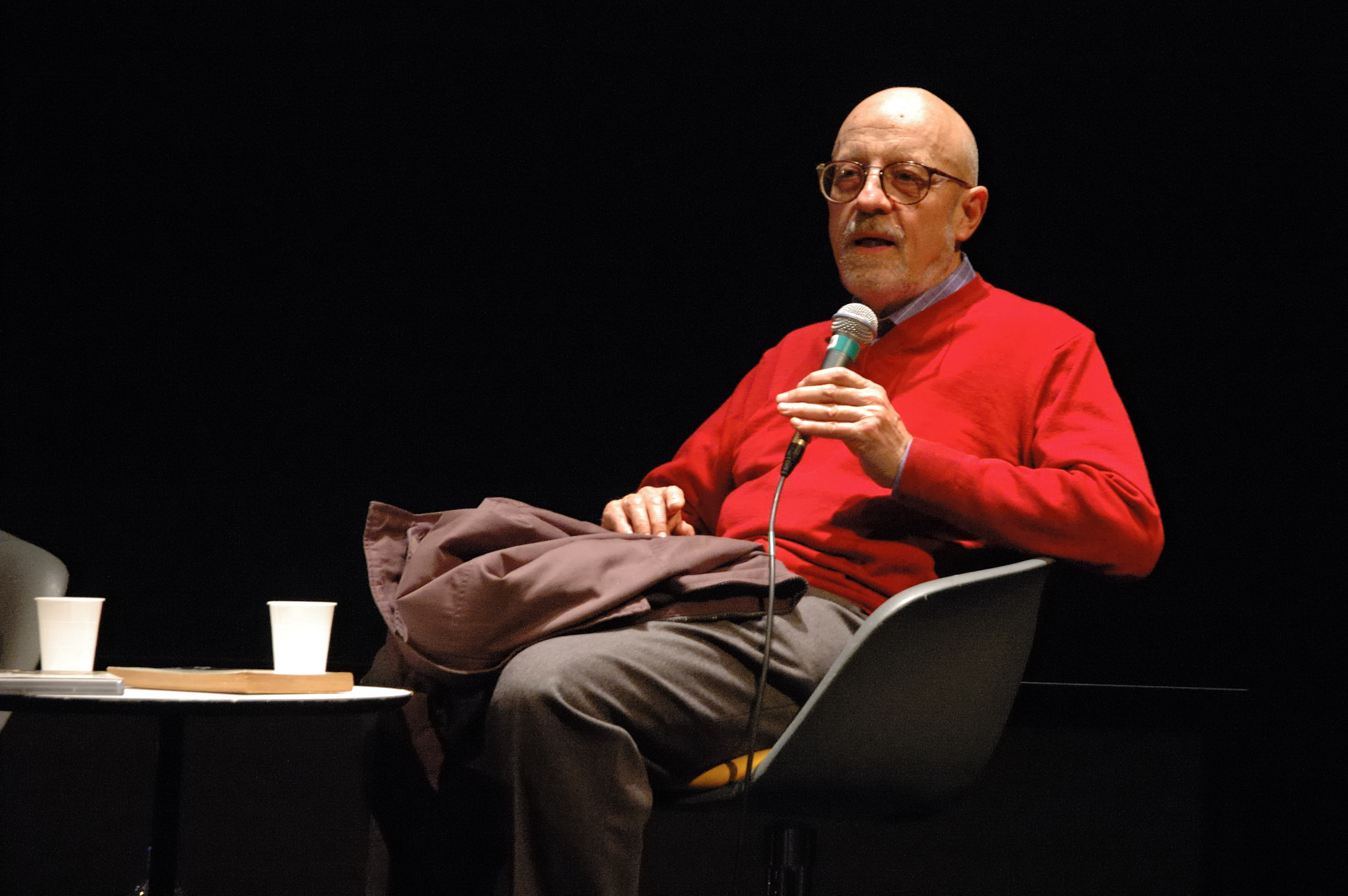
Luc Moullet a la Cinémathèque Française el 200}.

Luc Moullet va començar com a crític als Cahiers du cinéma i al setmanari Arts l'1956.
Durant el còctel de llançament d'Al final de l'escapada, Jean-Luc Godard li va demanar que dirigís un curtmetratge. Serà Un steak trop cuit. La pel·lícula està rodada a casa seva amb el seu germà en el paper principal.
El seu primer llargmetratge, Brigitte et Brigitte, en el qual compta amb nombrosos directors com Claude Chabrol, Samuel Fuller, Éric Rohmer i André Téchiné, es va estrenar el 1966, i va desconcertar els crítics de cinema de l'època, en particular a causa d'un to inèdit i una construcció narrativa que sembla que voreja l'absurd, però que multiplica, darrere dels aparents malentesos, múltiples efectes de sentit. Aquesta profunditat, sota l'aparença de lleugeresa i humor, serà la seva marca.
Després va produir La Rosière de Pessac i Le Cochon de Jean Eustache, així com Nathalie Granger de Marguerite Duras.
El 1971, va tenir un petit èxit al tercer món amb Une aventure de Billy the kid.
A Anatomie d'un rapport (1975), fa una mirada irònica a la crisi de la parella en el moment del Moviment d'Alliberament de les Dones (MLF). Mostra en particular com els homes experimenten aquests canvis.
Després va realitzar el documental Genèse d'un repas (1977) en què seguia el procés de fabricació d'un determinat nombre de productes. Va anar a l'Equador i al Senegal per estudiar l'economia dels productes de consum diari com els plàtans i la tonyina.

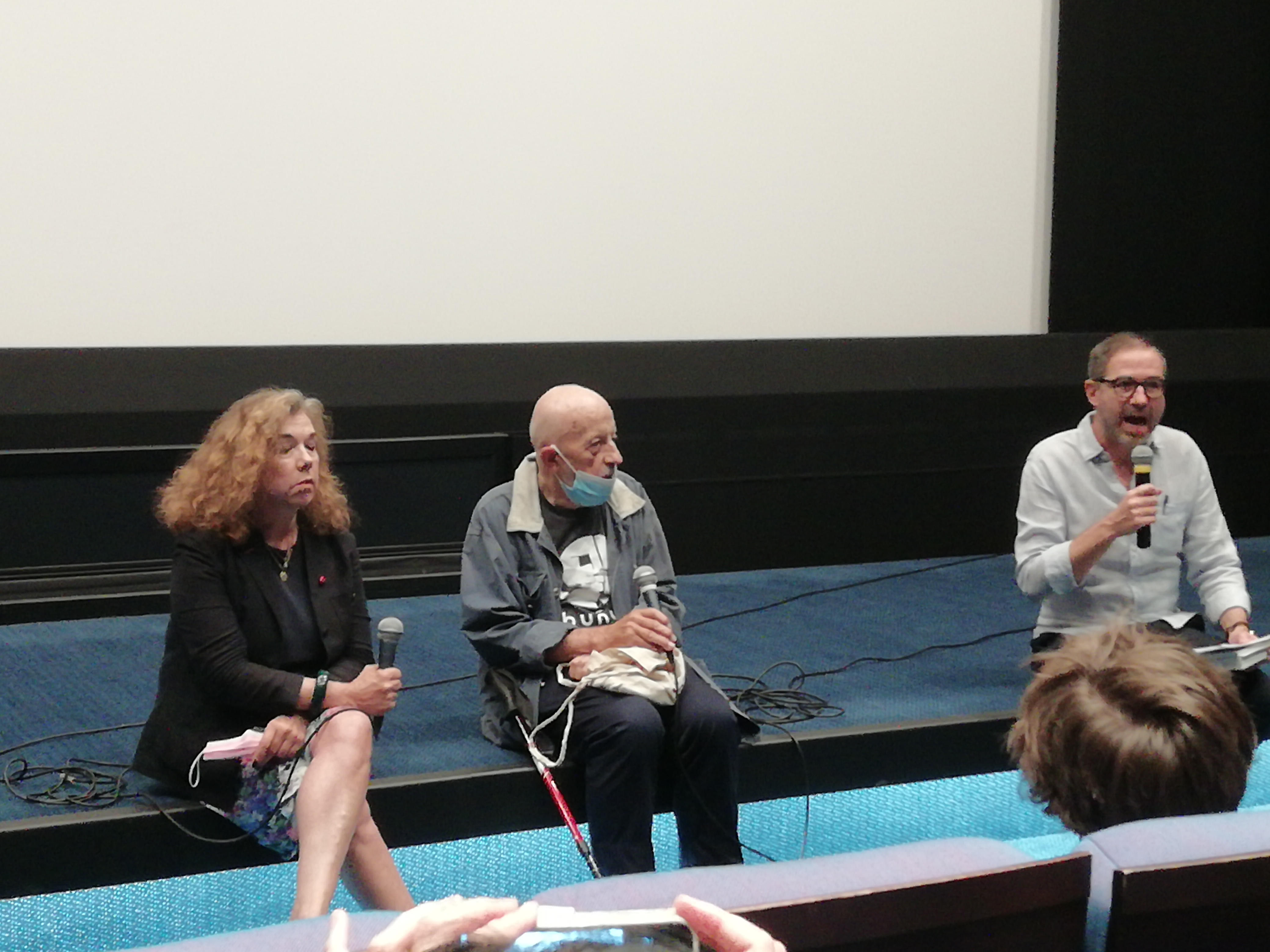
Sabine Haudepin, Luc Moullet i Bernard Benoliel en entrevista a la Cinémathèque Française, el setembre de 2021.

Le Litre de lait és un curtmetratge autobiogràfic en què el personatge principal tem haver d'anar a buscar llet a la dona de l'amant de la seva mare.
A la dècada de 1990, va dirigir migmetratges, emesos al programa L'Œil du cyclone al canal Canal+, en particular Tojours plus el 1994, Le Ventre de l'Amérique el 1996.
L'any 2000, el cineasta Gérard Courant li va dedicar una pel·lícula titulada L'Homme des roubines.
Del 22 al 29 d'agost de 2009 és el convidat d'honor a les Rencontres Cinéma de Gindou. El mateix any, el Centre Pompidou li va dedicar una retrospectiva.
Hi ha programada una retrospectiva en la seva presència a la Cinémathèque Française, del 8 de setembre al |30 de setembre de 2021.

### Família
És germà del músic Patrice Moullet (nascut el 1946).
És el company d'Antonietta Pizzorno.

## Crítiques
Jean-Luc Godard considera Luc Moullet com un “Courteline revisat per Brecht” i Jean-Marie Straub considera per la seva banda que és “l'únic hereu tant de Buñuel com de Tati”.
Per Louis Skorecki, Luc Moullet és “un dels dos o tres cineastes francesos més importants dels darrers quaranta anys”.

## Filmografia

### Director

#### Llargmetratges
- 1966 : Brigitte et Brigitte
- 1967 : Les Contrebandières
- 1971 : Une aventure de Billy le Kid
- 1975 : Anatomie d'un rapport
- 1978 : Genèse d'un repas
- 1987 : La Comédie du travail
- 1993 : Parpaillon
- 2002 : Les Naufragés de la D17
- 2007 : Le Prestige de la mort
- 2009 : La Terre de la folie

#### Curtmetratges
- 1960 : Un steak trop cuit
- 1961 : Terres noires
- 1962 : Capito ?
- 1981 : Ma première brasse
- 1982 : Introduction
- 1983 : Les Minutes d'un faiseur de film
- 1983 : Les Havres
- 1984 : Barres
- 1986 : L'Empire de Médor
- 1987 : La Valse des médias
- 1988 : Essai d'ouverture
- 1989 : Les Sièges de l'Alcazar
- 1990 : La Sept selon Jean et Luc
- 1990 : AERROPORRRT D'ORRRRLY
- 1991 : La Cabale des oursins
- 1994 : Foix
- 1994 : Toujours plus
- 1995 : Imphy, capitale de la France
- 1996 : Le Ventre de l'Amérique
- 1996 : L'Odyssée du 16/9ème
- 1996 : Le Fantôme de Longstaff
- 1997 : Nous sommes tous des cafards
- 1998 : …Au champ d'honneur
- 2000 : Le Système Zsygmondy
- 2001 : Sans titre
- 2006 : Le Litre de lait
- 2006 : Quelques gouttes en plus
- 2007 : Jean-Luc selon Luc
- 2010 : Toujours moins
- 2010 : Chef-d'œuvre ?
- 2010 : Catherine Breillat : The First Time
- 2010 : Balance et cécité
- 2014 : Assemblée générale

El DVD Luc Moullet en shorts, reuneix deu d'aquests curtmetratges :
- Un steak trop cuit
- L'Empire de Médor
- Essai d'ouverture
- La Cabale des oursins
- Toujours plus
- Foix
- Le Ventre de l'Amérique
- Le Fantôme de Longstaff
- Le Système Zsygmondy
- Le Litre de lait

### Actor
- 1960 : Un steak trop cuit d'ell mateix
- 1961 : Terres noires d'ell mateix
- 1966 : Brigitte et Brigitte d'ell mateix
- 1966 : L'Attentat de Jean-François Davy
- 1967 : Les Contrebandières d'ell mateix
- 1967 : Le jeune cinéma : Godard et ses émules de Philippe Garrel
- 1968 : L'amour c'est gai, l'amour c'est triste de Jean-Daniel Pollet
- 1968 : Pano ne passera pas de Ody Roos it Danielle Jaeggi
- 1968 : Les Encerclés de Christian Gion
- 1971 : Une aventure de Billy le Kid d'ell mateix
- 1971 : Les Matins de l'existence de Christian Gion
- 1971 : Alice, Babar et les 40 nénuphars de Vivianne Berthommier
- 1972 : Le Cabot de Jean-Pierre Letellier
- 1972 : L'Interminable chevauchée de Marie-Christine Questerbert
- 1972 : George qui ? de Michèle Rosier
- 1972 : Revolver (La Poursuite implacalbe) de Sergio Sollima
- 1973 : Une baleine qui avait mal aux dents de Jacques Bral
- 1975 : Anatomie d'un rapport d'ell mateix
- 1975 : Genèse d'un repas d'ell mateix
- 1979 : Le Cinéma selon Luc Moullet, Carnets filmés de Gérard Courant (veu en off)
- 1980 : Cocktail Morlock de Gérard Courant
- 1980 : Chemins intermédiaires, Carnets filmés de Gérard Courant
- 1980 : Ma première brasse d'ell mateix
- 1982 : Liberty belle de Pascal Kané
- 1982 : Dérapage de Marie-Christine Questerbert
- 1982 : Film sur Jean Ray, d'Arnaud Desplechin , curtmetratge de l'IDHEC
- 1982 : Introduction d'ell mateix
- 1983 : La Mèche en bataille de Bernard Dubois
- 1983 : Les Havres d'ell mateix
- 1983 : Les Minutes d'un faiseur de films d'ell mateix
- 1984 : Barres d'ell mateix
- 1986 : L'Empire de Médor d'ell mateix
- 1987 : La Comédie du travail d'ell mateix
- 1987 : La Valse des médias d'ell mateix
- 1988 : Haute Sécurité de Jean-Pierre Bastid
- 1988 : Étoiles et baskets de Thomas Gilou
- 1988 : La Voleuse de Sophie Delaage
- 1988 : Essai d'ouverture d'ell mateix
- 1989 : Six crimes sans assassin de Bernard Stora
- 1989 : Les Sièges de l'Alcazar d'ell mateix
- 1990 : La Sept selon Jean et Luc d'ell mateix
- 1991 : Appellation non-contrôlée de Marie Bécheras
- 1991 : La Cabale des oursins d'ell mateix
- 1992 : L'Équipe de tournage du film Parpaillon de Luc Moullet, Portrait de groupe n°177 de Gérard Courant
- 1993 : À la belle étoile d'Antoine Desrosières
- 1993 : Télé de riches ou télé pauvre de Pascal Kané
- 1993 : Parpaillon d'ell mateix
- 1994 : Toujours plus d'ell mateix
- 1994 : Petits arrangements avec les morts de Pascale Ferran
- 1994 : Joséphine et Joanna de Julien Cunillera
- 1995 : Imphy, capitale de la France d'ell mateix
- 1996 : Chambéry-Les Arcs de Gérard Courant
- 1996 : Le Ventre de l'Amérique d'ell mateix
- 1996 : Velo Love, Carnets filmés de Gérard Courant
- 1996 : Le Ciel écarlate, Carnets filmés de Gérard Courant
- 1997 : J'ai horreur de l'amour de Laurence Ferreira Barbosa
- 1997 : Nous sommes tous des cafards d'ell mateix
- 1999 : Le Journal de Joseph M de Gérard Courant
- 1999 : Maurel et Mardy mendient de Antoine Desrosières
- 2000 : Tout est brisé, Carnets filmés de Gérard Courant
- 2000 : Luc Moullet, encore un effort pour être cinématonné de Gérard Courant
- 2000 : L'Homme des roubines de Gérard Courant
- 2000 : Marie-Christine Questerbert raconte Luc Moullet, Carnets filmés de Gérard Courant
- 2000 : Iliana Lolic fait l'éloge de Luc Moullet, Carnets filmés de Gérard Courant
- 2000 : Octopus de Natura de Marie-Christine Questerbert vu par Luc Moullet de Gérard Courant
- 2001 : 2000 Cinématons de Gérard Courant
- 2001 : Sans titre d'ell mateix
- 2001 : Luc Moullet, enfin cinématonné ? de Gérard Courant
- 2002 : Périssable paradis de Gérard Courant
- 2002 : Zones césariennes, Carnets filmés de Gérard Courant
- 2006 : La Leçon de guitare de Martin Rit
- 2007 : Luc Moullet lit Politique des acteurs, Lire n°61 de Gérard Courant
- 2007 : Le Prestige de la mort d'ell mateix
- 2007 : Jean-Luc selon Luc d'ell mateix
- 2009 : Tout était clair, Carnets filmés de Gérard Courant
- 2009 : Week-end à Cabrières-d'Avignon, Carnets filmés de Gérard Courant
- 2009 : La Terre de la folie d'ell mateix
- 2009 : Les Nuits de Sister Welsh de Jean-Claude Janer
- 2010 : Carnet de printemps, carnet d'été, Carnets filmés de Gérard Courant
- 2010 : Toujours moins d'ell mateix
- 2010 : La Définition d'une chose en soi de Antonia Carrara
- 2011 : Luc Moullet (Éric Pauwels et Jeon Soo-Il) à Manosque I, Carnets filmés de Gérard Courant
- 2011 : Luc Moullet à Manosque II, Carnets filmés de Gérard Courant
- 2011 : Luc Moullet (et Patricio Guzman) à Manosque III, Carnets filmés de Gérard Courant
- 2011 : La Rouge et la Noire de Isabelle Prim
- 2011 : Compression de Parpaillon de Luc Moullet de Gérard Courant
- 2013 : Une plage, un concours, une cérémonie et Zoé Chantre, Carnets filmés de Gérard Courant
- 2014 : On dirait qu'il va faire beau, Carnets filmés de Gérard Courant
- 2018 : L’Invraisemblable Cinématon de Luc Moullet de Gérard Courant
- 2018 : La Mauvaise Foix de Luc Moullet, Carnets filmés de Gérard Courant

### Productor
- 1966 : Le Cyclomoteur de Paul-Louis Martin
- 1969 : Au pays natal de Paul-Louis Martin
- 1969 : La Peau dure de Jean-Michel Barjol
- 1970 : U.S.A. de Mosco
- 1970 : Aussi loin que mon enfance de Marilù Parolini
- 1970 : Le Cochon de Jean Eustache i Jean-Michel Barjol
- 1971 : Le Grand chien noir de Jean-Marie Nadaud
- 1971 : Une aventure de Billy le Kid d'ell mateix
- 1972 : Nathalie Granger de Marguerite Duras
- 1972 : Le Cabot de Jean-Pierre Letellier
- 1972 : Suite et fin des aventures de Ginette Dubois de Guy Marconnier
- 1975 : Anatomie d'un rapport d'ell mateix i Antonietta Pizzorno
- 1977 : Genèse d'un repas d'ell mateix

## Distincions
- 1964 : Premi del Grup dels Trenta per Terres noires[10]
- 1966 : Premi especial del jurat del Festival Ièras per Brigitte et Brigitte
- 1976 : Menció especial del premi Extasy per Anatomie d'un rapport
- 1978 : Premi del jurat i premi Jean Riesser-Nadal al Festival Lilla per Genèse d'un repas
- 1979 : Menció de l'oficina catòlica al Festival de Berlín (Alemanya) per Genèse d'un repas
- 1987 : Premi dels mitjans al Festival d'Orleans per La Comédie du travail
- 1987 : Premi especial del jurat al Festival de Salsomaggiore Terme per La Comédie du travail
- 1988 : Premi Jean-Vigo per La Comédie du travail
- 1989 : Premi Canal + al Festival Clermont-Ferrand per Essai d'ouverture
- 2009 : Premi al millor actor al Festival Groland per La terre de la folie
- 2010 : Premi René Vautier, categoria de distincions per Toujours moins
- 2018 : Premi Charles Brabant, atorgat per l'SCAM, per tota la seva obra

## Publicacions
- Fritz Lang, Seghers, 1963
- Politique des acteurs, Les Cahiers du cinéma, 1993
- Luc Moullet. Notre Alpin quotidien, entretien avec Emmanuel Burdeau et Jean Narboni, Capricci, 2009
- Piges Choisies (de Griffith à Ellroy), Capricci, 2009
- Le Rebelle de King Vidor : les arêtes vives, Yellow Now, 2009
- Cecil B. DeMille, l’empereur du mauve, Capricci, 2012
- Mémoires d'une savonnette indocile, Capricci, 2021